# NGC 3170
NGC 3170 este o galaxie situată în constelația Ursa Mare. A fost descoperită în  de către John Herschel.